# Le Secret du Hollandais

Le Secret du Hollandais est une bande dessinée de Don Rosa. C'est la suite du Protecteur de Pizen Bluff dans la série La Jeunesse de Picsou. Elle s'inspire de la légende américaine de la mine d'or du Hollandais perdu.

## Synopsis
L’histoire commence un quart d’heure environ après la fin du Protecteur de Pizen Bluff, où l’oncle Picsou est dans son coffre-fort avec Donald et ses neveux auxquels il vient de raconter une histoire sur sa rencontre avec de célèbres personnages légendaires américains de l’Ouest d’autrefois comme le Gang des Dalton, Phineas T. Barnum, Buffalo Bill, Annie Oakley et Geronimo. C’est seulement à ce moment qu'il apprend que l’affiche qui était à l’origine de la première aventure contient également une carte secrète qui mène à la mine d’or perdue du Hollandais, un des plus grands trésors perdus des États-Unis. Picsou, Donald et les neveux vont donc se lancer dans une nouvelle aventure pour trouver ce trésor.
Nos amis se rendent dans les monts de la Superstition, en Arizona, où l’on dit que se trouve cette mine perdue. Ils y rencontrent un personnage bizarre qui se présente comme un guide pour touristes et un vendeur de cartes. Il leur raconte l’histoire de la mine perdue : elle a été découverte à l’origine par une expédition organisée par Don Miguel Peralta, lequel avait reçu une carte indiquant le trésor pour le récompenser d’avoir financé les réparations de l’église jésuite d’Arizpe ; malheureusement à la suite d’une embuscade des Apaches, un seul homme, Gonzales Peralta, avait survécu à l’expédition. Il avait laissé sur le sol des marques qui menaient au trésor ; par la suite Jacob Waltz les avait marquées sur la carte, qui est maintenant entre les mains de Picsou.
Voilà nos amis partis en expédition pour suivre la carte de Waltz et retrouver le Trésor. Dès le début, malheureusement, la carte est détruite accidentellement, à cause d'un géocoucou. Si bien qu’ils doivent se fier à leur propre flair pour décrypter les marques laissées par Peralta et trouver le Trésor. Ils y réussissent à la fin, mais le méchant guide les a suivis, et les piège dans la mine, en comptant bien la revendiquer tout entière pour lui-même. Au bout du compte, nos amis réussissent à s’échapper et à revenir à la ville, où le voleur a déjà été arrêté grâce à la l’astuce de Picsou qui avait tout prévu d’avance. Cependant, notre canard n’a légalement aucun droit sur le trésor du fait qu’il a toujours été la propriété de la tribu indienne des Pimas, si bien qu’il doit le leur rendre et qu’il ne reçoit que 10 millions de dollars comme récompense.

## À noter
C’est une des histoires les plus exactes de Don Rosa. Jacob Waltz, la famille Peralta et Eusebio Fransesco Chino qu’elle mentionne sont tous des personnages historiques véritables. La mine d’or perdue du Hollandais ainsi que la pierre gravée des marques de Gonzales Peralta (en) existent vraiment. De même qu'il y eut réellement un massacre de Peralta (en), qui s'est déroulé vers 1848, qui s'attaqua à cette famille mexicaine. Les seules choses que Rosa ait inventées pour lui-même sont la signification déchiffrée des marques de Peralta et la connexion entre Eusebio Fransesco Chino et la mine perdue.
La vue perçante de Donald qui déchiffre les inscriptions de Peralta est une allusion à une histoire précédente de Don Rosa, Un œil pour le détail (An Eye for Detail).
Don Rosa et sa femme font eux-mêmes une apparition en caméo dans cette histoire où ils sont des alpinistes qui voyagent dans les montagnes de l’Arizona.

## Fiche technique
- Histoire n°D 98202.
- Éditeur : Egmont
- Titre de la première publication : Hollænderens hemmelighed en 1999 (en danois).
- Titre en anglais : The Dutchman's Secret.
- Titre en français : Le secret du Hollandais.
- 24 planches.
- Auteur et dessinateur : Keno Don Rosa.